# 小方蒼介
小方 蒼介（おがた そうすけ、2001年12月14日 - ）は、日本のファッションモデル、俳優。東京都出身。ワタナベエンターテインメント所属。MEN'S NON-NOの専属モデル。若手俳優ユニットWAVEの元メンバー。

## 略歴
2021年11月、第36回メンズノンノモデルオーディションで読者賞(読者投票得票数1位)を受賞し、メンズノンノ専属モデルとなる。
2024年3月に大学を卒業し、4月にワタナベエンターテインメントに所属。7月、テレビドラマ『マウンテンドクター』で俳優デビューを果たした。

## 人物
漠然とモデルという仕事に憧れており、コロナ禍で大学に行けておらず時間があった中で友人に勧められ、メンズノンノモデルオーディションに応募した。これが初めてのオーディションで、それまでメンズノンノは読んだことがなく、ファッションにも傾倒していなかった。
チャームポイントは琥珀色の瞳。
動きがゆったりであり落ち着いて見えることから、爬虫類に似ていると言われることが多い、と語っている。
趣味はアニメ鑑賞・漫画鑑賞。初めて読んだ漫画は『ニセコイ』で、ラブコメを好む。
学生時代は12年間サッカーをやっていた。
座右の銘は｢人は人、自分は自分｣。
尊敬する俳優として事務所の先輩である山田裕貴を挙げている。2024年4月の『山田裕貴のオールナイトニッポン』で山田が小方について触れ、1年後である2025年4月にCMで初共演した。山田はXで「俺の推し、小方蒼介」とポストしている。
憧れのモデルとしてメンズノンノモデルの先輩である宮沢氷魚を挙げている。
同じメンズノンノモデルの樋之津琳太郎と高橋璃央と仲が良く、メンズノンノ公式YouTubeでは『そうりりん』として、3人での動画企画が行われている。

## 出演

### 雑誌
- MEN'S NON-NO (2021年10月号•11月号•2022年1•2月号 - 、集英社) - 専属モデル
- DUeT (2025年1月号・4月号、ホーム社)[26]
- TVガイドdan (vol.54、東京ニュース通信社)[27]
- WiNK UP (2025年4月号、ワニブックス社)[28]
- POTATO (2025年5月号、ONE PUBLISHING)[29]

### WEB雑誌
- D-DAYS ＋Plus vol.205 (2025年3月3日、Deview)[12]

### TVドラマ
2024年
- マウンテンドクター 第1話 (7月8日、カンテレ・フジテレビ系列) - 倉田 役[30][1]
- マイダイアリー 第1話 (10月20日、ABCテレビ・テレビ朝日系列) - 桐山大和 役[31]
- きみの継ぐ香りは 第4話 (11月29日、TOKYO MX) - 恩田良助(大学時代) 役[32]

2025年
- 犬系男子 (3月22日、ABCテレビ) - 黄金蒼介 役 (WAVE主演)[33]
- 女優めし (2025年3月30日・4月6日、フジテレビTWO ドラマ・アニメ・ひかりTVチャンネル) - 小野健二郎 役[34] (予定)

### WEBドラマ
- たかみちホラー (TikTok)
  - 『猟奇⚪︎人鬼』(2024年7月26日)[35]
  - 『一人暮らし』(2024年7月30日)[36]
- ポテトピクチャーズ (YouTube)
  - キープな私「恋人以外は立ち入り禁止です」(2024年8月30日)[37]
  - "SCRIPTED"シリーズ (2024年11月22日 - 2025年2月4日) - 佐藤亮 役[38]
- ショードラ『桃太郎と鬼』(2024年9月14日、TikTok) - 猿井 役[39]
- 星屑の約束 (2025年4月1日 - 、DramaBox) - 綿貫翔 役 (山本杏とダブル主演)[1]

### TV番組
- あざとくて何が悪いの? (2024年10月31日、テレビ朝日) - VTR出演(田畑セイジ 役•ヨウジ 役)[40]

### イベント
- Rakuten GirlsAward 2023 AUTUMN/WINTER (2023年9月30日、幕張メッセ) - LEVI’S®️×MEN’S NON-NO スペシャルファッションショー[41]
- 第39回 マイナビ 東京ガールズコレクション 2024 AUTUMN/WINTER (2024年9月7日、さいたまスーパーアリーナ) - TGC "SUPER TOKYO" COLLECTION[42]
- Rakuten GirlsAward 2024 AUTUMN/WINTER (2024年10月19日、幕張メッセ) - DIESEL×MEN’S NON-NO スペシャルファッションショー[43]
- Watanabe Actors Star Fes（2024年11月16日、TFT ホール 1000) - WAVEとして[44]
- TGC KUMAMOTO 2025 (2025年4月12日、グランメッセ熊本) - ubusuna STAGE[45]

### その他
- インナージャーニー「トーチソング」MV (2024年10月2日) [46]
- UNIQLO (2024年11月)[1][47][48]
- JOYSOUND CM「JOYしてこうぜ！-全員初めまして!?-」篇 (2025年4月24日) [49]
- GU (2025年6月•7月) [50][51]